# Klub výtvarných umělců Horácka
Klub výtvarných umělců Horácka vznikl v roce 1991 odštěpením ze Sdružení výtvarných umělců Vysočiny ve Žďáru nad Sázavou. Jeho členy jsou umělci žijící a působící v severní části Českomoravské vysočiny. Svou činností navazuje na Sdružení žďárských výtvarníků založené roku 1988.
Klub je pořadatelem pravidelných Horáckých salónů a není vyhraněn výtvarně ani teoreticky.

## Členové (Bývalí členové)
- Jan Beránek (* 20. listopadu 1933), umělecký sklář
- Vlastimil Beránek (* 3. července 1960)
- Petr Brázda (* 19. května 1945), sochař
- Arnošt Chalupa (* 15. prosince 1925)
- Josef Chalupa (* 9. února 1952)
- Jan Dočekal (* 12. července 1943), grafik, historik umění
- Václav Dvořák (* 5. června 1966), průmyslový designer
- Ivona Halvová (* 23. března 1955), designerka interiérů
- Rudolf Hanych (11. dubna 1906 – 28. března 1994), malíř
- Ivo Holán (* 12. prosince 1955), fotograf
- Jaroslav Homolka (* 7. srpna 1960), sochař, malíř
- Petr Hora (* 12. dubna 1949), sklářský výtvarník
- Arnošt Chalupa
- Antonín Kanta (* 26. listopadu 1952), fotograf
- Božena Kjulleněnová (11. listopadu 1944 – 20. listopadu 2010)
- Pavel Kopáček (10. května 1923 – 2. května 1996)
- František Kovařík (* 9. listopadu 1937), sochař
- Vlastislav Kreuz (* 19. března 1959), umělecký sklář
- Ludvík Kundera (22. března 1920 – 17. srpna 2010), grafik, básník, překladatel, literární historik
- Hanuš Lamr (* 6. listopadu 1976), sochař, šperkař[1]
- Zdeněk Macháček jun. (* 1. června 1975)
- Zdeněk Macháček st. (* 16. srpna 1925), sochař
- Stanislava Macháčková (* 9. května 1941), textilní výtvarnice, galeristka
- Rostislav Magni (* 16. srpna 1927), sochař, grafický designer
- Růžena Magniová (* 20. září 1929), malířka
- Miroslav Matoušek (* 26. února 1926), fotograf
- Jaroslav Novotný (* 2. července 1941), čestný člen
- Jan Odvárka (* 15. ledna 1943), malíř
- Svatoslav Pecka (* 3. října 1956)
- Bořivoj Pejchal (* 28. prosince 1953), malíř
- Roman Podrázský (24. února 1943 – 2. dubna 2001), sochař
- Stanislav Pojer (* 17. prosince 1931), malíř, grafik
- Jan Psota (* 24. ledna 1950)
- Božena Rossí (* 14. března 1957), akademická malířka
- Karel Rossí (* 6. října 1955), akademický malíř
- Tomáš Rossí (* 6. října 1955), akademický malíř
- Marie Roštínská (* 21. března 1926), textilní výtvarnice
- Miroslav Roštínský (* 6. ledna 1927), malíř, grafický designer
- Jaroslav Svoboda (* 9. února 1938), sklářský výtvarník, vysokoškolský pedagog[2]
- Jaroslav Šlechta (* 7. dubna 1960), umělecký sklář[3]
- Zdeněk Šplíchal (* 20. listopadu 1948) malba, kresba, grafika, koláž, socha / objekt[4]
- Miroslav Štěpánek (* 7. ledna 1953), šperkař, výtvarník v kovu[5]
- Karel Uhlíř
- František Vízner (9. března 1936 – 1. července 2011)
- Libuše Janatová Vojtková (* 4. září 1939), malířka, grafička, textilní výtvarnice
- Eva Volny (* 3. října 1939)
- Monika Sedláková Vosyková (* 8. srpna 1966), sklářská výtvarnice
- Jaroslav Vyskočil (* 12. července 1950), malíř
- Jaroslav Wasserbauer (* 24. září 1962), umělecký sklář
- John M. Weidman
- Jana Zabloudilová (* 6. července 1953), grafička, pedagog, předsedkyně KVUH
- Jindřich Zezula (* 12. května 1935), malíř

## Výstavy
- 2008 Výtvarná Vysočina (společně se Sdružením výtvarných umělců Vysočiny), OGV Jihlava
- 2008 Zastavení, DK Žďár nad Sázavou
- 2010 Cestou Santiniho, Výstavní síň Divadla Karla Pippicha, Chrudim
- 2012 Ozvěny, Žďár nad Sázavou
- 2012 Umění srozumitelně, Galerie Evropa, Praha
- 2013 Umění srozumitelně, Galerie Evropa, Praha
- 2013 Výtvarná Vysočina (společně se Sdružením výtvarných umělců Vysočiny), OGV Jihlava